# Lars Ytting Bak
Lars Ytting Bak (Silkeborg, 16 de gener de 1980) és un ciclista danès, ja retirat, que fou professional del 2002 al 2019. Durant la seva carrera esportiva va córrer als equips Fakta, BankGiroLoterij, Team Saxo Bank, HTC-Highroad, Lotto Soudal i Team Dimension Data. Una vegada retirat, el 2020 va exercir de director esportiu de l'equip NTT Pro Cycling i de mànager general de l'equip Uno-X Pro Cycling team el 2022.
En el seu palmarès destaquen els quatre campionats nacionals aconseguits, un en ruta i tres en contrarellotge, així com una etapa al Giro d'Itàlia de 2012.

## Palmarès
- 2004
  - Vencedor d'una etapa de la Volta a Luxemburg
- 2005
  -  Campió de Dinamarca en ruta
  - 1r a la París-Bourges
  - 1r al Tour de l'Avenir i vencedor d'una etapa
  - Vencedor d'una etapa del Tour del Mediterrani
- 2007
  -  Campió de Dinamarca en CRI
  - Vencedor d'una etapa del Tour de Valònia
- 2008
  -  Campió de Dinamarca en CRI
- 2009
  -  Campió de Dinamarca en CRI
  - Vencedor d'una etapa del Tour del Benelux
- 2012
  - 1r al Gran Premi de Fourmies
  - Vencedor d'una etapa al Giro d'Itàlia

### Resultats a la Volta a Espanya
- 2006. 21è de la classificació general
- 2010. 156è de la classificació general

### Resultats al Giro d'Itàlia
- 2003. Fora de control (18a etapa)
- 2009. 20è de la classificació general
- 2011. 127è de la classificació general
- 2012. 72è de la classificació general. Vencedor d'una etapa
- 2013. 95è de la classificació general
- 2014. 56è de la classificació general
- 2015. 90è de la classificació general
- 2016. Abandona (21a etapa)
- 2017. 118è de la classificació general
- 2018. 106è de la classificació general

### Resultats al Tour de França
- 2011. 154aè de la classificació general
- 2012. 96aè de la classificació general
- 2013. 108è de la classificació general
- 2014. 82è de la classificació general
- 2015. 37è de la classificació general
- 2016. 173è de la classificació general
- 2017. 123è de la classificació general
- 2019. 147è de la classificació general